# Conseil de la Guerre

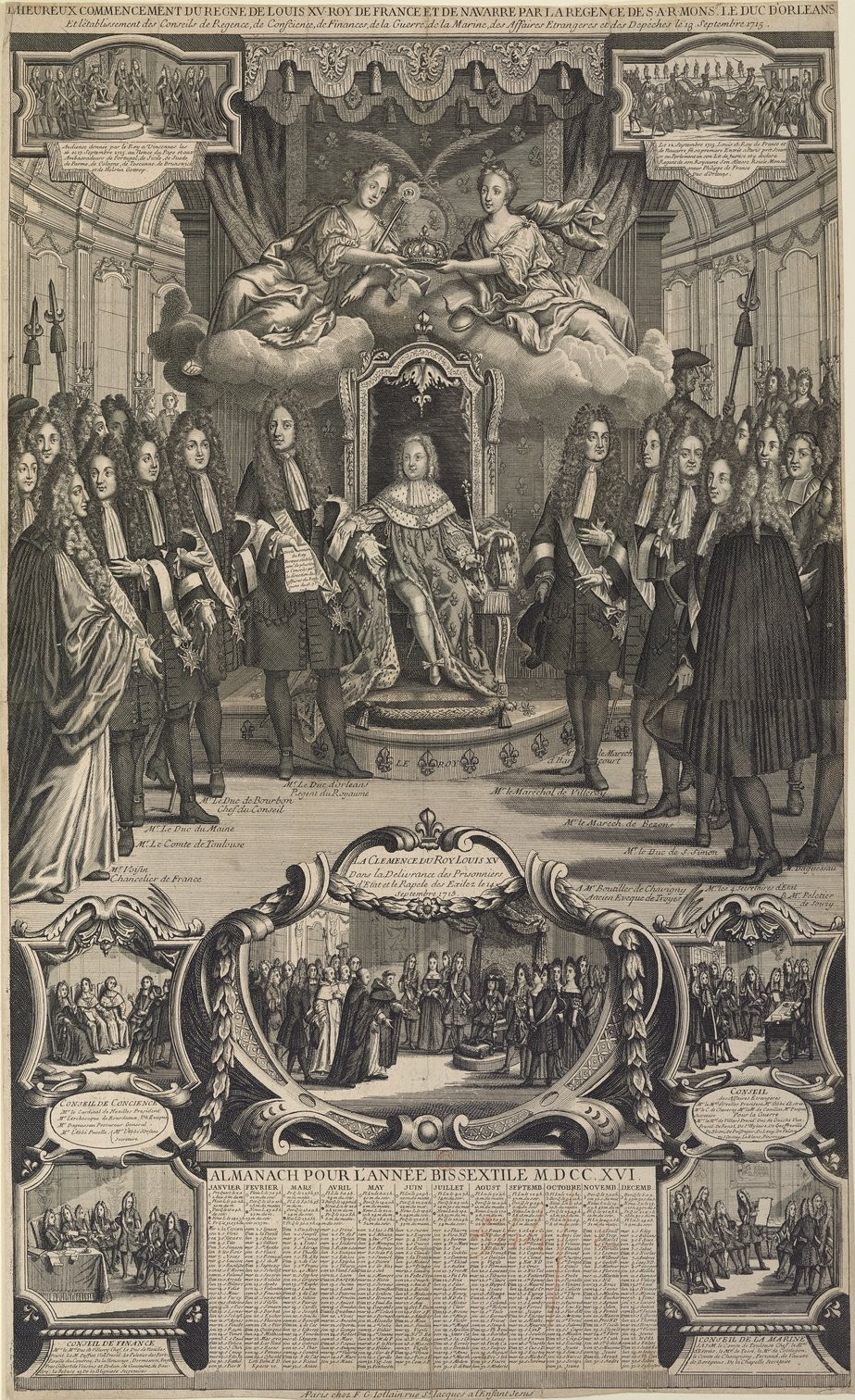
L’heureux commencement du règne de Louis XV, Roy de France et de Navarre par la régence de S. A. R. Monseigneur le duc d’Orléans et l’établissement des Conseils, 18. Jahrhundert, Bibliothèque nationale de France

Der Conseil de la Guerre (frz. für Kriegsrat) ist einer der Räte der Polysynodie, eines Regierungssystems, das vom Regenten Philippe d’Orléans zu Beginn der Regentschaft von 1715 gegründet und 1718 aufgelöst wurde. Die Polysynodie ermöglicht es ihm, den Hochadel durch die Teilnahme an sieben Räten, die den Regentschaftsrat unterstützen, in die Entscheidungspolitik einzubeziehen.
Wie die anderen Räte der Polysynodie wurde der Kriegsrat mit der Deklaration vom 15. September 1715 vom Regenten geschaffen. Unter dem Vorsitz von Marschall Villars umfasste er ursprünglich neun Lieutenants-généraux und zwei Maîtres des requêtes, also neun Mitglieder des Schwertadels und zwei des Robenadels, die ausgewählt wurden, um politische Gleichgewichte und Fähigkeiten widerzuspiegeln.
Der Kriegsrat saß im Louvre und befasste sich mit Angelegenheiten, die die Armee, die Festungen und die Finanzen betreffen, aber im Laufe der Zeit wurde er zu einem Ort sehr akuter Konflikte aufgrund von Rangstreitigkeiten und Strategien einiger Berater. Der Conseil de la Guerre wurde gleichzeitig mit der Polysynodie im September 1718 abgeschafft und mit Claude Le Blanc wieder ein Secrétaire d'État de la Guerre eingesetzt.

## Mitglieder

### Ab September 1715
- Claude-Louis-Hector de Villars (1653–1734), Duc de Villars, Marschall von Frankreich, Präsident des Conseil de la Guerre
- Antoine V. de Gramont (1671–1725), Duc de Guiche, Lieutenant général, Colonel des Régiment des Gardes françaises, Vizepräsident des Conseil de la Guerre (ab Oktober 1715): vertrat Villars während dessen Abwesenheit
- Jacques François de Chastenet (1656–1743), Marquis de Puységur, Lieutenant-général, zuständig für Straßen, Truppenunterkünfte und Disziplin
- François Le Danois († 1721), Marquis de Joffreville, Lieutenant-général, zuständig für die Kavallerie
- Charles Armand de Gontaut-Biron (1663–1756), Marquis de Biron, Lieutenant-général, zuständig für die Infanterie
- Charles Eugène de Lévis (1669 –1734), Comte de Charlus, Lieutenant-général, zuständig für die Kavallerie
- François de Reynold (1642–1722), Lieutenant-général, Colonel der Gardes suisses, zuständig für die Schweizer
- Armand de Mormès de Saint-Hilaire (1652–1740), Lieutenant-général d'artillerie, zuständig für die Artillerie
- Claude François Bidal (1665–1743), Marquis d'Asfeld, Directeur-général des fortifications, zuständig für die Festungen
- Claude Le Blanc (1669–1728), Intendant, zuständig für Finanzen und Militärvergehen, ab November 1716 für die Gesamtheit der Aufträge
- Dominique-Claude Barberie de Saint-Contest (1668–1730), Intendant, zuständig für Nachschub, Unterhalt der Truppen und der Etappen, schloss eine Vielzahl von Aufträgen ab; er verließ den Kriegsrat im November 1716, als er zum Conseiller d’État semestre ernannt wurde.[1]

### Zugänge Januar 1716
- Louis-Auguste de Bourbon (1670–1736), Duc du Maine, Bâtard légitimé Ludwigs XIV., Großmeister der Artillerie von Frankreich, Lieutenant-général, zuständig für die Artillerie, auch Mitglied im Conseil de Régence
- Louis Henri de Bourbon-Condé (1692–1740), Duc de Bourbon, Lieutenant-général (1718), auch Mitglied im Conseil de Régence[1]

### Zugang August 1716
- Henri Louis de La Tour d’Auvergne (1679–1753), Comte d'Evreux, Lieutenant-général, Colonel-général de la Cavalerie[1]

### Zugang April 1717
- Louis Armand de Bourbon (1695–1727), Prince de Conti, Maréchal de camp[1]

### Zugang Februar 1718
- François de Franquetot (1670–1759), Marquis de Coigny, Lieutenant-général, Colonel-général des Dragons, zuständig fü die Dragoner[1]

## Die Suche nach einem politischen Gleichgewicht
Die Liste der Mitglieder des Kriegsrats wurde am 19. September 1715 fixiert. Der Regent ernannte die verschiedenen Räte, musste jedoch in einem Kontext, in dem seine Macht naturgemäß ungewiss war, politische Imperative berücksichtigen.; es ging darum, die verschiedenen Strömungen des Hofes für seine Regierung zu gewinnen.
So ermöglichte die Aufnahme des Duc du Maine in den Regentschafts- und Kriegsrat, seinem Rang als legitimiertem Bastard Genüge zu tun, also einem Zwischenrang zwischen den Princes de Sang, und den Herzögen und Pairs, zumindest bis 1718, und zu versuchen, ihn als politischen Gegner zu neutralisieren. Die Ernennung des Duc de Bourbon, Premier Prince du Sang, ist auch auf seinen Rang zurückzuführen, er war aber ein Verbündeter des Regenten.
Der Regent versuchte auch, die Treuen zu belohnen, wie den Marquis de Biron, der einer der „Roués“ (Begleiter bei den Ausschweifungen) des Regenten war, dem Marquis d'Asfeld (dessen Ernennung es auch ermöglichte, Michel Le Peletier de Souzy, den einflussreichen Berater Ludwigs XIV., von seinen Funktionen als Direktor der Festungen zu entbinden), den Marquis de Puységur und Claude Le Blanc. Er gewann auch neue Verbündete, hier Villars, Reynold (der sich dem Duc du Maine widersetzte), oder Bourbon, und berücksichtige mit Joffreville den letzten Willen des verstorbenen Königs.

## Spezialisten zusammenbringen
Die Zusammensetzung des Kriegsrats zeigt deutlich den Vorrang der Kompetenzen. Abgesehen von den Fürsten brachte er nur erfahrene Spezialisten zusammen, entweder Berufssoldaten, die den Rang eines Generalleutnants erreicht hatten, oder Administratoren, die militärische Aspekte verwalten mussten. Logischerweise ist der Kriegsrat der Rat der Polysynodie, in dem Anteil des Schwertadels (Noblesse d‘Epée) am höchsten ist: neun von elf waren es im September 1715, während im Allgemeinen die beiden Gruppen gleich stark waren.
Einige dieser Offiziere hatten spezielle Fähigkeiten: Artillerie bei Saint-Hilaire, Logistik bei Puységur, Kavallerie bei Lévis und Joffreville usw. Die beiden Vertreter der Noblesse de Robe waren Intendanten von Grenzprovinzen, wo die militärischen Aspekte überwiegen, Flandern bei Le Blanc und Metz bei Saint-Contest. Selbst Saint-Simon, der den Intendanten kritisch gegenüber stand, erkannte deren Kompetenz an.
Alle hochrangigen Offiziere, die Mitglieder des Kriegsrats waren, mit Ausnahme von Guiche, kämpften unter dem Kommando des Marschalls Villars und die beiden Intendanten standen im Rahmen ihrer Funktionen mit ihm in Kontakt. Es wurde also nach einer gewissen Kohärenz gesucht, die durch den Posten des Vizepräsidenten des Duc de Guiche gegeben wird, der ein Mittel zur Überwachung von Villars zu sein scheint.

## Der Conseil de la Guerre bei der Arbeit

### In Paris
Wie die anderen Räte der Polysynodie saß der Kriegsrat in Paris. Tatsächlich organisierte der Regent ab September 1715 den Umzug des Königs und des Hofes zuerst nach Vincennes, dann schnell nach Paris, das so wieder die politische Hauptstadt Frankreichs wurde. Frankreich. Der Kinderkönig Ludwigs XV. und seine Hofstaat wurden im Palais des Tuileries installiert.
Der Kriegsrat tagte, wie die meisten Räte, im Louvre in den ehemaligen Appartements von Anne d'Autriche, zunächst dreimal pro Woche (Sonntag, Montag und Dienstag), dann nur noch zweimal (Montag und Dienstag). Seine erste Sitzung fand am 28. September 1715 statt, wobei seine Geschäftsordnung wahrscheinlich zuvor festgelegt worden war.
Die Büros des Conseils de la Guerre befanden sich im Hôtel de Maulévrier, Rue Neuve-des-Petits-Champs. Die Organisation der Büros wurde 1716 geändert, von etwa dreißig auf etwa vierzig Angestellte erweitert, aber die Kontinuität mit der Regierungszeit Ludwigs XIV., sowohl in der Organisation als auch im Personal, ist offensichtlich. Der erste Schreiber der Kriegsämter, Mathieu Pinsonneau, blieb auf seinem Posten und wurde zusätzlich 1715 Sekretär des Conseil de la Guerre.

### Verschiedene Aufgaben
Als echtes Kollegialministerium erbte der Kriegsrat die Befugnisse des Secrétaire d'État de la Guerre, einschließlich der Ausgaben im Zusammenhang mit militärischen Aktivitäten. Die genaue Verteilung der Kompetenzen zwischen den verschiedenen Beratern (siehe oben), sowohl nach Waffen als auch in der Querschnittsfunktionen, führte zu einer starken Koordination zwischen ihnen. Der Kriegsrat befasste sich hauptsächlich mit militärischen Einheiten, Ernennungen zu Militärposten, Truppenlieferungen, Begnadigungsanträgen oder Streitigkeiten zwischen Soldaten und Rentenanträgen. Seltener beschäftigt er sich mit Fragen der Befestigungsanlagen oder der Finanzen. Über die Routineverwaltung hinaus reorganisierte der Rat die Infanterie- und Kavallerieregimenter.
Etwas weniger als die Hälfte der von ihm behandelten Fälle entschied der Kriegsrat selbst, insbesondere in Bezug auf die Führung von Truppen und deren Versorgung. Nach dem Durchlaufen im Conseil de la Guerre wurden etwa 40 % der Fälle direkt an den Regenten weitergeleitet und nur etwa 10 % davon wurden vom Regentschaftsrat geprüft. Letzteres wurde somit eindeutig umgangen. Es gab auch Themen, die zwischen dem Kriegsrat und dem Finanzrat hin und her gingen.

### Persönlichkeiten und Attitüden
Nicht alle militärischen Angelegenheiten kamen vor den Kriegsrat: Villars befasste sich manchmal direkt mit einigen und Le Blanc ebenso. Villars investierte gewissenhaft in seine Präsidentschaft. Seine Zusammenarbeit mit dem Duc de Guiche, Vizepräsident des Kriegsrats, der Villars ersetzte, als dieser sich seiner Regierung in der Provence anschloss, fand unter akzeptablen Bedingungen statt. In der Tat informiert Guiche Villars gewissenhaft, auch wenn er sicherlich auf diesen Posten gesetzt wurde, um ihn zu überwachen.
Le Blanc war zweifellos der aktivste Berater. Im Februar 1716 erbte er die (transversalen) Aufgaben von Saint-Contest und griff allmählich in die Kompetenzen von Villars ein. Puységur zählte auch zu den meistgehörten Beratern.
Als der Duc du Maine in den Kriegsrat eintrat, entzog er Saint-Hilaire teilweise die Zuständigkeit für die Artillerie. Biron, Reynold, Joffreville und Lévis wurden im Rat nur selten aktiv. In Bezug auf die Kavallerie verlor Joffreville seine Befugnisse, als der Comte d’Èvreux hinzu stieß, Lévis hingegen behielt seine. Er musste jedoch 1718 die Dragoner an Coigny abtreten.

## Konflikte, Niedergang und Ende der Polysynodie
Ab Januar 1716 brachten die Ernennungen von Bourbon und Maine Spannungen in den Kriegsrat, die ab April 1717 mit der Ernennung von Conti verschärft wurden. Tatsächlich hatten all diese Persönlichkeiten als Mitglieder der königlichen Familie, Vorrang vor Villars, während letzterer offiziell den Kriegsrat leitete. Die Ernennungen von des Comte d’Evreux und dann des Marquis de Coigny trugen ebenfalls zur Aufrechterhaltung der Rivalitäten bei, da Lévis und Joffreville einen Teil oder die gesamte Führung der Kavallerie verloren.
1718 wurde der Kriegsrat, in den Worten von Saint-Simon eine „pétaudiére“, ein Durcheinander. Villars wurde sowohl durch die Streitigkeiten um den Vorrang mit dem Herzog von Bourbon als auch durch die Konkurrenz von Claude Le Blanc destabilisiert, der direkt mit dem Regenten zusammenarbeitete. Letzterer beschloss, sich regelmäßig im Kriegsrat sehen zu lassen, um Spannungen abzubauen. Im Laufe des Jahres 1718 nahm die Tätigkeit des Kriegsrats wie auch der anderen Räte der Polysynodie erheblich ab, sei es in Bezug auf die Häufigkeit der Sitzungen oder der Menge der bearbeiteten Fälle.
Am 24. September 1718 beendete der Regent die Polysynodie, die sich festgefahren hatte und Gegenstand immer stärkerer Kritik geworden war. Der Kriegsrat wurde durch einen einfachen Brief des Regent an seinen Präsidenten – so wie auch die Räte für religiöse, innere und auswärtige Angelegenheiten aufgelöst. Am selben Tag wurde Claude Le Blanc zum Secrétaire d'État de la Guerre ernannt.